# Лузинка
Лузинка (каз. Лузинка) — село в Есильском районе Северо-Казахстанской области Казахстана. Входит в состав Волошинского сельского округа. Код КАТО — 594241300.

## Население
В 1999 году население села составляло 304 человека (160 мужчин и 144 женщины). По данным переписи 2009 года, в селе проживало 228 человек (121 мужчина и 107 женщин).